# غوستاف شرايبر
غوستاف شرايبر (بالألمانية: Gustav Schreiber)‏ هو عسكري ألماني، ولد في 25 ديسمبر 1916 في زيلم في ألمانيا، وتوفي في 5 مارس 1995 في شفيلم في ألمانيا.